# Hellamaa rahu
 (avril 2021).
Hellamaa rahu est une île d'Estonie.